# Grimpar fauvette
Sittasomus griseicapillus
Genre
Espèce
Répartition géographique
Statut de conservation UICN

 LC  : Préoccupation mineure
Le Grimpar fauvette (Sittasomus griseicapillus) est une espèce de passereaux de la sous-famille des Dendrocolaptinae, seule représentante du genre Sittasomus.

## Systématique
C'est le seul membre du genre Sittasomus, mais le taxon comprend plusieurs formes distinctes vocalement et morphologiquement de sorte que cette espèce pourrait être divisée en plusieurs espèces à l'avenir.

## Description

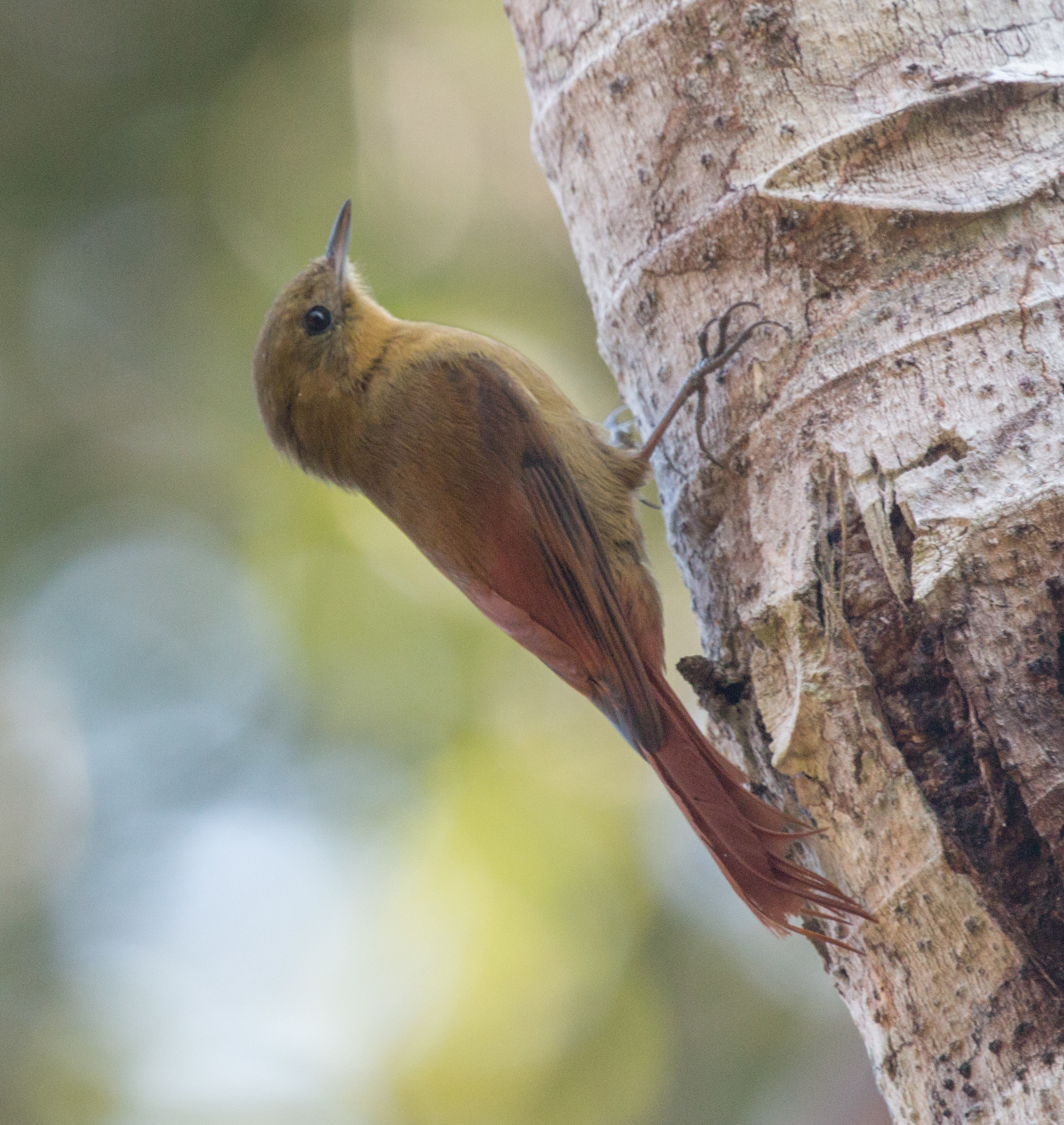
La sous-espèce S. g. sylviellus.

Ce petit grimpar est un oiseau mince, mesurant 15 cm de long et d'un poids de 13g. La tête, le haut du dos et le ventre sont gris olive, les ailes, la queue et le bas du dos sont roux clair. Le bec est court et mince. Le cri est un trille rapide, aigu wu-wu-wu-we-we-we-we-ee-ee-ee-ee-we-we-we-we.

## Habitat
Le Grimpar fauvette est commun et largement répandu dans les forêts et autres terres boisées.

## Alimentation
Il se nourrit d'insectes et d'araignées. Il les cherche sur des troncs d'arbres ou de grosses branches ou sur le sol, généralement seul. Toutefois, il peut s'associer à des groupes de tamarins-lions dorés (Leontopithecus rosalia) pour se nourrir des proies surprises par les singes. Il peut aussi parfois capturer des proies en vol comme les termites et parfois se joindre à d'autres espèces pour se nourrir en bandes, ceci dans certains lieux (par exemple, dans la Serra de Paranapiacaba du Brésil) mai ils forment une espèce de base de ces bandes.

## Nidification
Il construit un nid bordé de feuilles mortes dans un trou d'arbre, et y pond trois œufs blancs.

## Répartition  et sous-espèces
Selon la classification de référence du Congrès ornithologique international (15.1, 2025) il se répartit en quinze sous-espèces (ordre phylogénique) :
- S. g. jaliscensis Nelson, 1900 — du Mexique à l'isthme de Tehuantepec ;
- S. g. gracileus Bangs & Peters, 1928 — péninsule du Yucatán, nord du Guatemala et Bélize ;
- S. g. sylvioides Lafresnaye, 1850 — du sud-est du Mexique au nord-ouest de la Colombie ;
- S. g. perijanus Phelps & Gilliard, 1940 — serranía de Perijá ;
- S. g. tachirensis Phelps & Phelps Jr, 1956 — nord de la Colombie et ouest du Venezuela ;
- S. g. griseus Jardine, 1847 — cordillères de Mérida, de la Costa et Tobago ;
- S. g. aequatorialis Ridgway, 1891 — ouest de l'Équateur et nord du Pérou ;
- S. g. amazonus Lafresnaye, 1850 — ouest de l'Amazonie ;
- S. g. axillaris Zimmer, 1934 — plateau des Guyanes ;
- S. g. viridis Carriker, 1935 — nord/est de la Bolivie ;
- S. g. transitivus Pinto & Camargo, 1948 — centre de l'Amazonie ;
- S. g. griseicapillus (Vieillot, 1818) — sud de la Bolivie et du Brésil, Paraguay et nord de l'Argentine ;
- S. g. reiseri Hellmayr, 1917 — nord-est du Brésil ;
- S. g. olivaceus (Wied-Neuwied, 1831) — forêts côtières de Bahia ;
- S. g. sylviellus (Temminck, 1821) — sud-est du Brésil et du paraguay et nord-est de l'Argentine.